# Museu Darder
El Museu Darder és un museu que està ubicat a Banyoles, al Pla de l'Estany. Forma part de la Xarxa de Museus Locals de Catalunya-Girona. És un dels més antics de les comarques gironines. Inaugurat el dia 22 d'octubre de 1916, va patir pocs canvis fins a la seva remodelació total, iniciada el 2003. El 2007 va obrir de nou les portes, incorporant a les col·leccions d'història natural una part dedicada a explicar el fenomen hidrogeològic de la conca lacustre de l'Estany de Banyoles, un fet que s'havia intentat des de molt temps enrere.

## Orígens
Els orígens del Museu Darder es deuen a l'activitat professional de Francesc Darder i Llimona, veterinari i taxidermista que venia animals dissecats i material d'Història Natural en una botiga a Barcelona. Arran de l'Exposició Universal de 1888, la botiga es va passar a conéixer com a Museo Darder amb la voluntat d'oferir un espai museístic de temàtica naturalista a la ciutat. D'altra banda, Darder era també director del Parc Zoològic de Barcelona des de la seva fundació, l'any 1892, seu del Laboratori Ictiogènic que tenia com a objectiu la repoblació dels rius i estanys de Catalunya. Darder era un assidu visitant de Banyoles i la manca de peixos que patia l'Estany de Banyoles va interessar-lo de manera que va iniciar diversos estudis d'aclimatació i portaria a la celebració de la Festa del Peix l'any 1910.

## Història
Es tracta del segon museu més antics de la província de Girona, ja que es va inaugurar el 22 d'octubre de 1916, quan Francesc Darder i Llimona va donar les seves col·leccions d'història natural al municipi de Banyoles. Des del moment de la seva creació, ocupa un edifici de la Plaça dels Estudis número 2.
L'any 1910 Francesc Darder va iniciar una estreta relació de col·laboració amb l'ajuntament de Banyoles, amb la celebració de la primera Festa del Peix, i l'exposició de piscicultura que es va dur a terme a l'edifici de la plaça dels Estudis número 2, on anys més tard, s'hi acabaria instal·lant el museu. Anys més tard, el dia 24 de juliol de 1915 l'Ajuntament de Banyoles considera interessant la proposta de Francesc Darder i del botànic Sr. Caballero de crear un museu i una biblioteca popular. El govern municipal va decidir ubicar el museu en dues sales dels baixos de l'edifici que allotjava la seu de l'Escuela Graduada de Niñas tot i la ferma oposició de la directora d'aquesta institució. El museu es va inaugurar el dia 22 d'octubre de 1916, en plena festa Major, diferenciant fins a tres parts: zoologia, indústries derivades dels productes animals i anatomia humana.
Amb el temps i gràcies a les seves col·leccions d'animals exòtics, es va convertir en un atractiu d'interès cultural. El fons es va anar ampliant amb les aportacions desinteressades d'amants de la història natural, fins a arribar a les 20.000 peces.
Va mantenir gairebé intacta la seva museografia fins al 2003, any en què el museu es va tancar per iniciar un procés de remodelació, que duraria fins al 2007, quan obriria les portes de nou.

## Edifici
És un edifici de planta rectangular, antigament de tres plantes. L'entrada principal està davant la plaça dels Estudis. La majoria de les obertures rectangulars són emmarcades i distribuïdes de forma simètrica. Al damunt hi destaca una clau pentagonal en relleu. Una cornisa llisa delimita les plantes a la façana. A la façana posterior de l'edifici hi havia una galeria triple oberta amb tres arcs de mig punt. A la façana lateral encara es pot llegir "Ministerio de Educación y Ciencia. Centro de formación profesional".
L'edifici és la seu del Museu Darder, però la història d'aquest està també molt lligada a l'ensenyament. L'any 1817 els servites van habilitar un convent on ara hi ha el museu, fins al 1835, any en què els servites van ser exclaustrats. L'any 1843 el van ocupar els militars fins al 1852, moment en què es van traslladar al monestir de Sant Esteve. L'actual edifici fou construït els anys 1887-1890 com a escoles municipals, la segona planta era un afegit posterior. Ha rebut diferents usos educatius: escoles nacionals, escola d'arts i oficis i Escola de Formació Professional. El 1916 s'inaugura a la planta baixa el Museu Darder amb la col·lecció de Francesc Darder. El 2002 comencen les obres de rehabilitació de l'edifici per convertir-lo amb el Centre d'Interpretació de l'Estany de Banyoles-Museu Darder d'Història Natural.
Actualment es troba distribuït seguint la següent estructura:
- Soterrani: Espai Darder, Sales de Reserva i Sala d'Investigadors: Sala dedicada a la visió de les ciències naturals en el tombant del segle xix al segle xx. L'origen dels gabinets de curiositats, la figura de Francesc Darder i la taxidèrmia al servei de la ciència són els temes tractats en aquest espai, amb les peces com a protagonistes.[8]
- Planta baixa: Recepció, Lavabos, Sala d'Actes, Sala Polivalent, Sala d'Exposicions Temporals i Botiga.
- Planta primera: Espai d'Interpretació de l'Estany: L'aigua és el fil conductor d'aquest espai dedicat a l'Estany de Banyoles i la seva conca lacustre. Se segueix el recorregut de l'aigua des que cau en forma de pluja a l'Alta Garrotxa fins que arriba a l'Estany, els estanyols, brolladors i fonts de la comarca del Pla de l'Estany. El tipus de minerals i roques que troba l'aigua, els microorganismes, les condicions físiques i la biodiversitat fan de la conca lacustre de l'Estany de Banyoles un lloc singular. Tot plegat ha condicionat el poblament humà, la transformació de l'entorn i l'evolució de la ciutat de Banyoles.[9]
- Planta segona: Oficines del Museu, Oficines del Consorci de l'Estany, Oficina de Limnos, Sales de Reunions, Centre de Documentació-Biblioteca, Lavabos.
- Planta tercera: Sala de consulta del Centre de Documentació-Biblioteca.

## Elements destacats
El seu fons està format per unes 20.000 peces relacionades amb la història natural.
- Lleó: Francesc Darder va tenir, quan era director del Zoo de Barcelona, una especial dedicació als lleons. A l'Espai Darder se'n pot veure una foto dins una gàbia amb lleons, tranquil·lament assegut. Al museu s'hi conserven quatre lleons dissecats i quatre cranis procedents de la Col·lecció Darder. En tractar-se d'una espècie de mida gran, els lleons dissecats sempre han estat exemplars emblemàtics del museu, tot i tractar-se de treballs de taxidèrmia no especialment reeixits.[11]
- Home anatòmic: Peça de finals del segle xix fabricada per la casa francesa Deyrolle, on Francesc Darder adquiria molts dels objectes educatius que posteriorment venia a la seva botiga de ciències naturals de Barcelona. Conserva la seva base original de fusta, encara que semblaria que no ha portat mai les rodetes que Darder anunciava als seus catàlegs. Té parts desmuntables (els dos braços, mig cap i la part del tòrax) i, originàriament, tenia totes les vísceres, fetes amb paper maixé.[12]
- Lluci: Fins al 1910, l'Estany era força pobre quant a peixos, degut a les seves característiques naturals. Francesc Darder va fomentar les repoblacions amb la Festa del Peix. El 1954 s'aconsella la introducció d'un depredador, el lluci, per a controlar la població de carpes i gardis, tot i que acaba menjant-se les poques espècies autòctones que quedaven. Uns anys més tard, la Societat de Pescadors pesca un dels darrers llucis (que per sort no van arribar a reproduir-se), i en fa donació al museu.[13]

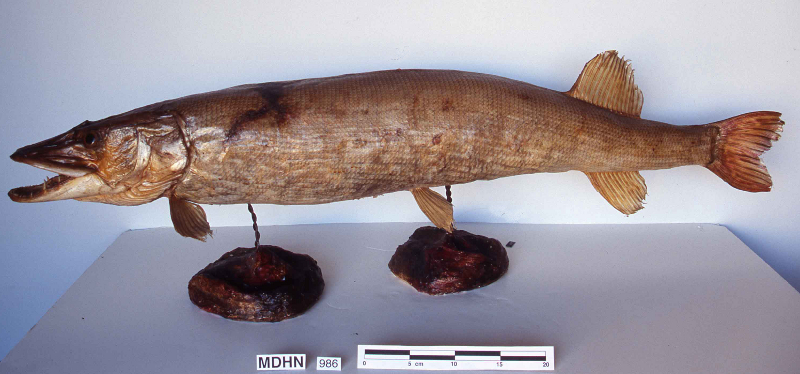
Lluci MuseuDarder

- Nàiades: Les nàiades són mol·luscs bivalves, tres espècies de les quals són endèmiques de l'Estany de Banyoles. Viuen al fons fangós de l'Estany i als recs, en zones de llims i amb ombra. Són animals filtradors que solen indicar una bona qualitat de les aigües i viuen semienterrats al llot. Poden arribar a fer més de dotze centímetres i tenir longevitats superiors als trenta anys. Les larves necessiten parasitar certes espècies de peixos abans de canviar a l'estadi d'adult.[14]
- Papallona isabelina: La papallona isabelina és de les més boniques que es poden trobar a la comarca. Descoberta per Mariano de la Paz Graells a mitjans del segle xix, s'alimenta de fulles d'alguns pins i viu en zones muntanyoses. El mascle i la femella són lleugerament diferents. És present al Pla de l'Estany, on s'han trobat els quatre exemplars del Museu Darder. A l'Espai Darder, tres vitrines mostren papallones i altres artròpodes, tant autòctons com exòtics.[15]
- Mangabei de collaret blanc: A l'Espai Darder s'explica com era la taxidèrmia a finals del segle xix i principis del XX, l'època en què va treballar Francesc Darder. Un dels recursos utilitzats és mostrar un animal dissecat, en aquest cas un mangabei, i la radiografia que permet veure l'interior, amb els ossos que es conserven, prèviament nets, així com els filferros i el farciment que donaran forma a l'exemplar per aconseguir que aquest tingui un aspecte el més similar possible a un animal viu.[16]
- Niuets: Una de les seccions de l'Espai Darder està dedicada a la botiga de ciències naturals que regentava Francesc Darder a Barcelona. Allà hi venia material de ciències dirigit a escoles i instituts de secundària. Es tracta doncs de material educatiu, entre el que podem destacar la col·lecció de 32 bolets realitzats en paper maixé pel reconegut preparador francès de models Auzoux. Molts dels exemplars, com aquests niuets, són parcialment desmuntables i se'n pot veure l'interior o un tall sagital.[17]
- Llúdriga: Un dels animals més emblemàtics de l'Estany de Banyoles és la llúdriga, un mamífer indicador de la qualitat de les aigües. A mitjans del segle XX l'espècie havia desaparegut de l'Estany, però a principis del segle XXI ha aconseguit recuperar-se gràcies a les repoblacions realitzades al riu Fluvià, des d'on ha tornat a Banyoles. Es desconeix la procedència de l'exemplar que s'exposa a l'Espai Estany, que és destacable per l'excel·lent treball del taxidermista que el va preparar.[18]
- Oòlit: El travertí o pedra de Banyoles és una roca sedimentària calcària molt utilitzada en la construcció. Es forma per precipitació del carbonat càlcic que porta dissolt l'aigua. Es van formant capes de pedra, que a vegades poden recobrir restes vegetals o animals, i pot tenir molts aspectes diferents. A vegades pren formes arrodonides, com aquests oòlits que s'exposen a l'Espai Estany. Dins l'Estany de Banyoles es poden veure uns travertins ovalats en formació, els estromatòlits.[19]